# 丹妮爾·威廉斯
丹妮爾·威廉斯（Danielle Gracia Williams，1992年9月14日—）是一名牙买加女子跨栏运动员，她赢得2015年世界田径锦标赛100米栏金牌。
她的姐姐Shermaine Williams也是一名跨栏选手。

## 外部連結
- 丹妮爾·威廉斯在的頁面